# Аторвастатин

Аторвастатин

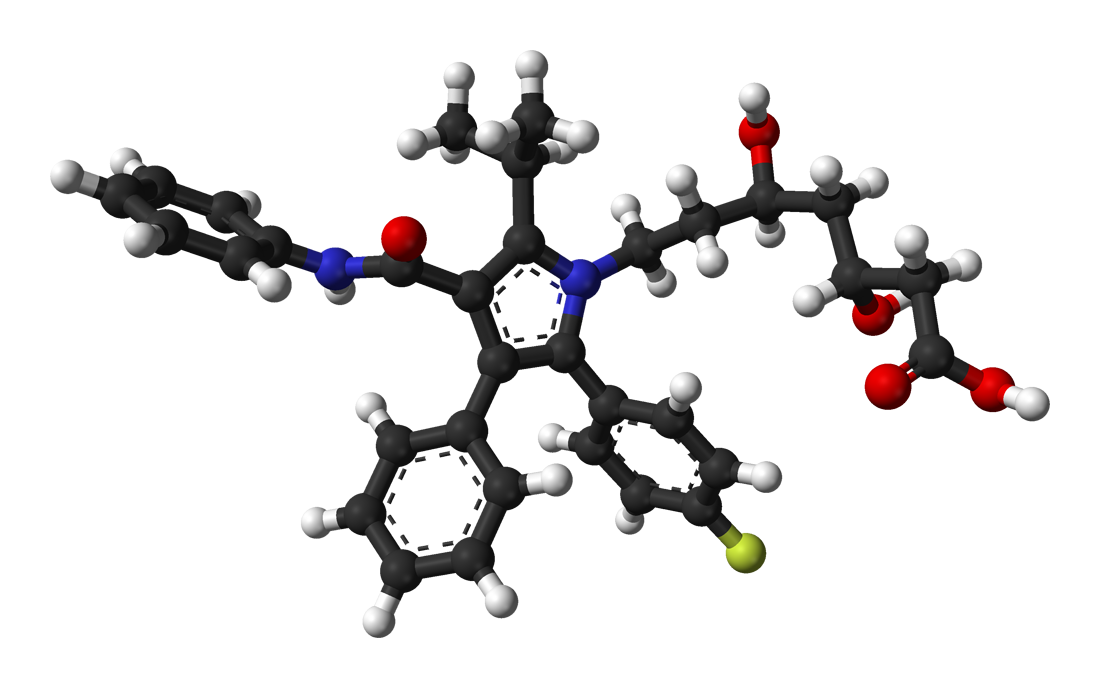

Аторвастатин — селективний конкурентний інгібітор ГМГ-КоА-редуктази — 3-гідрокси-3-метилглутарил коензим А-редуктази — ферменту, що перетворює 3-гідрокси-3-метилглутарил-коензим А у мевалонову кислоту, яка є попередником стеролів, включаючи холестерин. Аторвастатин знижує рівень холестерину і ліпопротеїдів у плазмі крові за рахунок пригнічення 3-гідрокси-3-метилглутарилкоензим А-редуктази і синтезу холестерину у печінці, а також збільшення числа рецепторів ліпопротеїдів низької щільності на поверхні гепатоцитів, що призводить до посилення захоплення і катаболізму ліпопротеїдів низької щільності. Аторвастатин знижує рівень загального холестерину, ліпопротеїдів низької щільності, аполіпоротеїну В і тригліцеридів, викликає підвищення рівня холестерину ліпопротеїдів високої щільності та аполіпопротеїну А. Ці результати реєструються у пацієнтів з гетерозиготною сімейною гіперхолестеринемією із мішаною гіперліпідемією, включаючи хворих з інсулінозалежним цукровим діабетом.

## Фармакокінетика
Аторвастатин приблизно на 80% швидко всмоктується у шлунково-кишковому тракті. Максимальна концентрація в плазмі досягається через 1 — 2 години. Хоча прийом їжі зменшує всмоктування аторвастатину, це не впливає на його ефективність. Через інтенсивне перше коло метаболізму аторвастатин має низьку біодоступність — лише 12%. Середній об’єм розподілу (Vd) аторовастатину становить 565 л. Більш ніж 98% аторвастатину зв’язується з білками плазми. Аторвастатин не проходить крізь гематоенцефалічний бар'єр. У печінці він метаболізується до орто- та парагідроксильованих похідних і різних продуктів бета-окиснення. Такі активні метаболіти відповідають приблизно 70% інгібіторної активності відносно ГМГ-КоА-редуктази. Препарат виводиться з жовчю після печінкової і/або позапечінкової біотрансформації. Препарат не піддається вираженій кишково-печінковій рециркуляції. Середній період напіввиведення аторвастатину становить близько 14 год. Інгібуюча активність відносно 3-гідрокси-3-метилглутарил-коензим А- редуктази триває близько 20-30 год завдяки наявності активних метаболітів.

## Показання для застосування
- Гомозиготна сімейна гіперхолестеринемія, коли немає задовільної відповідної реакції організму лише на дієту та інші нефармакологічні заходи.
- Первинна (гетерозиготна сімейна або полігенна) гіперхолестеринемія (тип IIa) і змішана гіперліпідемія (тип IIb).

## Побічна дія
Найбільш розповсюдженими небажаними ефектами є шлунково-кишкові розлади (запор, нудота, метеоризм, біль у животі, диспепсія, діарея), головний біль, біль у м’язах (міалгія), порушення сну. Можливе підвищення лабораторних значень трансаміназ (АЛТ, АСТ). Частота виникнення такого побічного ефекту залежить від дози і спостерігалася у пацієнтів, які приймали по 80 мг аторвастатину. Найсерйознішими побічними реакціями є міопатія, рабдоміоліз і гепатотоксичність. 

## Протипоказання
- гіперчутливість
- захворювання печінки в активній формі, підвищенні рівня трансаміназ у сироватці більше ніж у 3 рази
- захворювання скелетних м’язів
- період вагітності і лактації

## Торгові назви
| Торгова назва          | Фірма                                     | Країна             |
| ---------------------- | ----------------------------------------- | ------------------ |
| Аторвакор              | Фармак                                    | Україна            |
| Аторвастатин-ратіофарм | Меркле ГмбХ                               | Німеччина          |
| Атокор                 | Д-р Редді'с Лабораторіс Лтд               | Індія              |
| Ліпримар               | Гедеке ГмбХ/Пфайзер Айленд Фармасьютікалз | Німеччина/Ірландія |
| Лівостор               | ВАТ «Київський вітамінний завод»          | Україна            |
| Аторис                 | KRKA                                      | Словенія           |
| Торвакард              | «Zentiva»                                 | Чехія              |
| Астин                  | Мікро Лабс Лімітет                        | Індія              |